# باخوره
باخوره (به لهستانی:  Bachury) یک روستا در لهستان است که در گمینا میخاوووو واقع شده‌است.